# Vila Vera Cruz
Vila Vera Cruz é um bairro de Goiânia, localizado na região central, próximo a bairros como Morumbi, Centro Oeste, Vila Paraíso, Vila Santa Helena, Gentil Meireles, Vila Nossa Senhora Aparecida e Urias Magalhães.
Segundo dados do Instituto Brasileiro de Geografia e Estatística (IBGE), divulgados pela prefeitura, no Censo 2010 a população da Vila Fernandes era de 395 pessoas.
O bairro foi criado em 03 de Setembro de 1954, oriundo da propriedade de Ataulfo Ferreira da Encarnação.
Segundo dados da Prefeitura de Goiânia, a Vila Santana faz parte do 22º subdistrito de Goiânia, chamado de Marechal Rondon. O subdistrito abrange, além dos dois bairros, o Setor Centro Oeste (Parte), Setor Criméia Oeste, Vila Abajá, Vila Irany, Vila Isaura, Vila Santana, Vila Perdiz, Vila Santa Helena, Vila São Francisco, Vila São Luiz e Vila Paraíso.